# Дудин, Георгий Николаевич
Гео́ргий Никола́евич Ду́дин (род. 22.06.1947, Краснодар) — советский и российский учёный в области аэрогидродинамики, д.ф.м.н. (1995), главный научный сотрудник ЦАГИ, профессор ФАЛТ МФТИ, декан ФАЛТ с 2002 по 2008, заведующий кафедрой Аэрогидромеханики ФАЛТ с 2003 по 2011 годы.

## Биография
Родился в 1947 году в г. Краснодаре, в 1971 г. окончил факультет аэромеханики и летательной техники (ФАЛТ) МФТИ (1971).
Дальнейшая научная деятельность Георгия Николаевича связана с ЦАГИ, где он защитил в 1995 г. диссертацию на звание доктора физико-математических наук, ныне главный научный сотрудник, заместитель директора Научно-учебного центра ЦАГИ, член диссертационного совета при ЦАГИ.

## Преподавательская деятельность
Связана с МФТИ, где он преподавал на кафедре прикладной динамики ФАЛТ, а ныне, в качестве профессора, — на кафедре теоретической и прикладной аэрогидромеханики.
В 2002 году выдвигался на пост декана ФАЛТ, был избран и трудился деканом факультета с 2002 по 2008 годы.
Заместитель председателя диссертационного совета при МФТИ.
Также преподавал в филиале «Стрела» Московского Авиационного Института.

## Награды и признание
- Дважды лауреат премии им. Н. Е. Жуковского, в том числе за 2004 г. совместно с В. В. Боголеповым, И. И. Липатовым и В. Я. Нейландом
- Заслуженный профессор МФТИ
- Член Российского Национального комитета по теоретической и прикладной механике[3]

## Из библиографии
Книги
- Треугольные крылья в вязком гиперзвуковом потоке: учеб. пос. для студ. … по напр. «Прикладные математика и физика» / Г. Н. Дудин; Москва: МФТИ, 2011. — 258 с. : ил.; 21 см; ISBN 978-5-7417-0346-5
- Асимптотическая теория сверхзвуковых течений вязкого газа / В. Я. Нейланд, В. В. Боголепов, Г. Н. Дудин, И. И. Липатов. — М. : Физматлит, 2004. — 455 с. : ил.; 24.; ISBN 5-9221-0469-1
- Теория гиперзвуковых вязких течений : учеб. пос. / В. А. Башкин, Г. Н. Дудин ; — Москва : МФТИ, 2006. — 327 с. : ил.; 21 см; ISBN 5-7417-0062-4
- ФАЛТ — 40 лет; [сост.: Г. Н. Дудин, А. А. Хохлов, А. Ю. Коптев]. — Долгопрудный; Жуковский : МФТИ, 2005. — 374 с. : ил., портр., табл., факс.; 21 см; ISBN 5-7417-0025-X

Избранные статьи
- Г. Н. Дудин, А. В. Ледовский, Я. Н. Со Распространение возмущений в гиперзвуковом пограничном слое в окрестности точки излома передней кромки крыла // Труды МФТИ — 2013- т.5 № 2(18), с.32-45.
- G.N. Dudin, A.V. Ledovskiy Hypersonic boundary layer in the vicinity of a point of inflection of leading edge on a flat wing in the regime of strong viscous interaction // EUCASS book series advances in aerospace sciences. Progress in flight physics. V.5. TORUS PRESS. 2013. p.379-392.
- А. В. Ваганов, С. М. Дроздов, Г. Н. Дудин и др.  Численное исследование аэродинамики перспективного возвращаемого космического аппарата // Ученые записки ЦАГИ. −2007. -Т.XXXVIII, № 1-2. -С.16-26.
- G.N. Dudin, A.V. Ledovskiy Propagation of disturbances in hypersonic boundary layer on wing with mass transfer through the surface // EUCASS 2013. 1-5 July 2013 Munich, Germany.
- Г. Н. Дудин.  Об образовании областей закритического течения на крыльях малого удлинения // Известия Российской академии наук. Механика жидкости и газа. 2005. № 6. С. 160—172.
- G.N. Dudin.  Mass Transfer on a Delta Wing in a Hypersonic Flow // Fluid Dynamics. 2002. Т. 37. № 2. С. 328—335.
- V.N. Golubkin, G.N. Dudin, R.Ya. Tugazakov. Supersonic Flow Past a Bent Delta Wing and Its Aerodynamic Characteristics // Fluid Dynamics. 2002. Т.37. № 1. С.147-156.
- Г. Н. Дудин, К. Т. Мьинт.  О распространении возмущений в трехмерном пограничном слое на треугольном крыле на режиме вязко-невязкого взаимодействия // Известия Российской академии наук. Механика жидкости и газа. 2010. № 3. С.91-102.
- А. В. Ваганов, С. М. Дроздов, Г. Н. Дудин и др. Расчётно-экспериментальные исследования аэродинамики контрольной модели при больших сверхзвуковых скоростях // Труды Московского физико-технического института. 2009. Т.1. № 3. С.67-72.
- В. Н. Бражко, А. В. Ваганов, Г. Н. Дудин, Н. А. Ковалёва, И. И. Липатов, А. С. Скуратов. Экспериментальное исследование особенностей аэродинамического нагревания треугольного крыла при больших числах Маха // Труды Московского физико-технического института. 2009. Т.1. № 3. С.57-66.
- Г. Н. Дудин. О массообмене на треугольном крыле при наличии области закритического течения в пограничном слое // Ученые записки ЦАГИ. 2001. Т.XXXII. № 1-2. С.22-33.
- Список трудов Г. Н. Дудина в РИНЦ